# Saint-Léger-de-Fougeret
Saint-Léger-de-Fougeret – miejscowość i gmina we Francji, w regionie Burgundia-Franche-Comté, w departamencie Nièvre.
Według danych na rok 1990 gminę zamieszkiwało 280 osób, a gęstość zaludnienia wynosiła 9 osób/km² (wśród 2044 gmin Burgundii Saint-Léger-de-Fougeret plasuje się na 633. miejscu pod względem liczby ludności, natomiast pod względem powierzchni na miejscu 165.).